# Contra Costa County
Contra Costa County ist ein County in Kalifornien. Es liegt im Gebiet der Bucht von San Francisco. Der Verwaltungssitz (County Seat) ist Martinez.

## Geographie
Das County erstreckt sich auf einer Fläche von 2078 km².

## Geschichte
Contra Costa County war einer der Gründungscountys Kaliforniens und wurde 1850 geschaffen. Der ursprüngliche Name war „Mount Diablo County“. Teile des Gebiets gingen 1853 an Alameda County.
Der Name Contra Costa ist spanisch und steht für „gegenüber der Küste“. Contra Costa County liegt auf der San Francisco gegenüber liegenden, östlichen Seite der San Francisco Bay.
Bei der Port-Chicago-Katastrophe an der südlichen Küste von Suisun Bay explodierten am 17. Juli 1944 die beiden Transportschiffe „E.A. Bryan“ und „Quinault Victory“ bei der Munitionsübernahme. Bei dem Unglück starben 320 Menschen, darunter 202 afroamerikanische Rekruten. Am 9. August 1944, drei Wochen nach der Katastrophe, weigerten sich die Matrosen ohne vorherige fachgerechte Ausbildung die Verladung fortzusetzen. In einem der größten Militärtribunale in der Geschichte der USA wurden 50 Matrosen wegen Meuterei verurteilt, was später einen Justizskandal auslöste.
Am 7. Mai 1964 stürzte Pacific-Air-Lines-Flug 773 in der Nähe von San Ramon ab, nachdem ein Passagier die Cockpitbesatzung getötet hatte und die dann führerlose Maschine gegen einen Berghang prallte. Bei dem Aufprall wurden alle 44 Personen an Bord getötet.
Im Contra Costa County liegen zwei National Historic Landmarks, die John Muir National Historic Site und das Tao House. 43 weitere Bauwerke und Stätten des Countys sind im National Register of Historic Places eingetragen.

## Demografische Daten

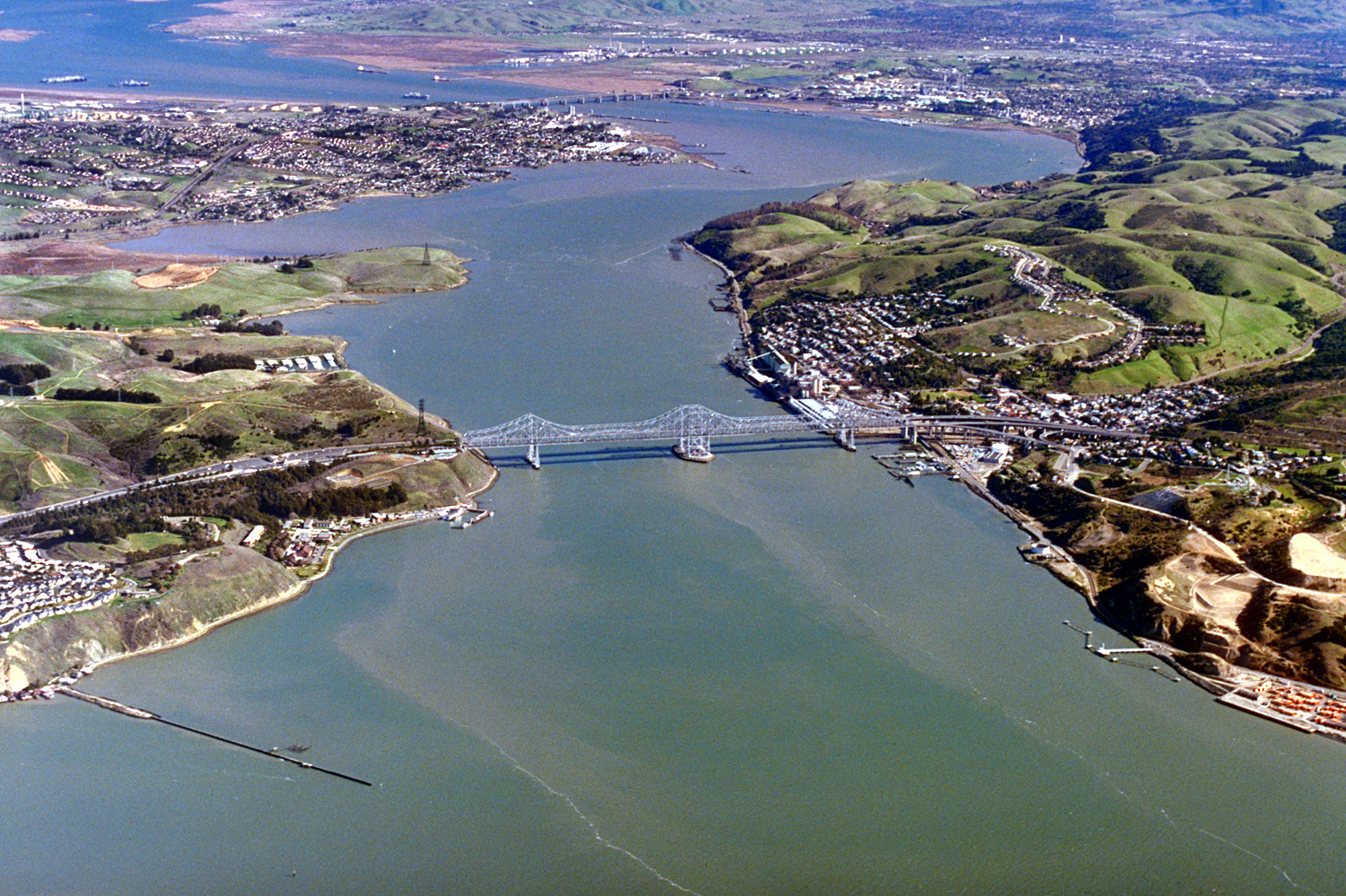
Die Carquinez-Straße mit der Carquinez-Brücke am Zusammenfluss des Sacramento Rivers mit dem San Joaquin River

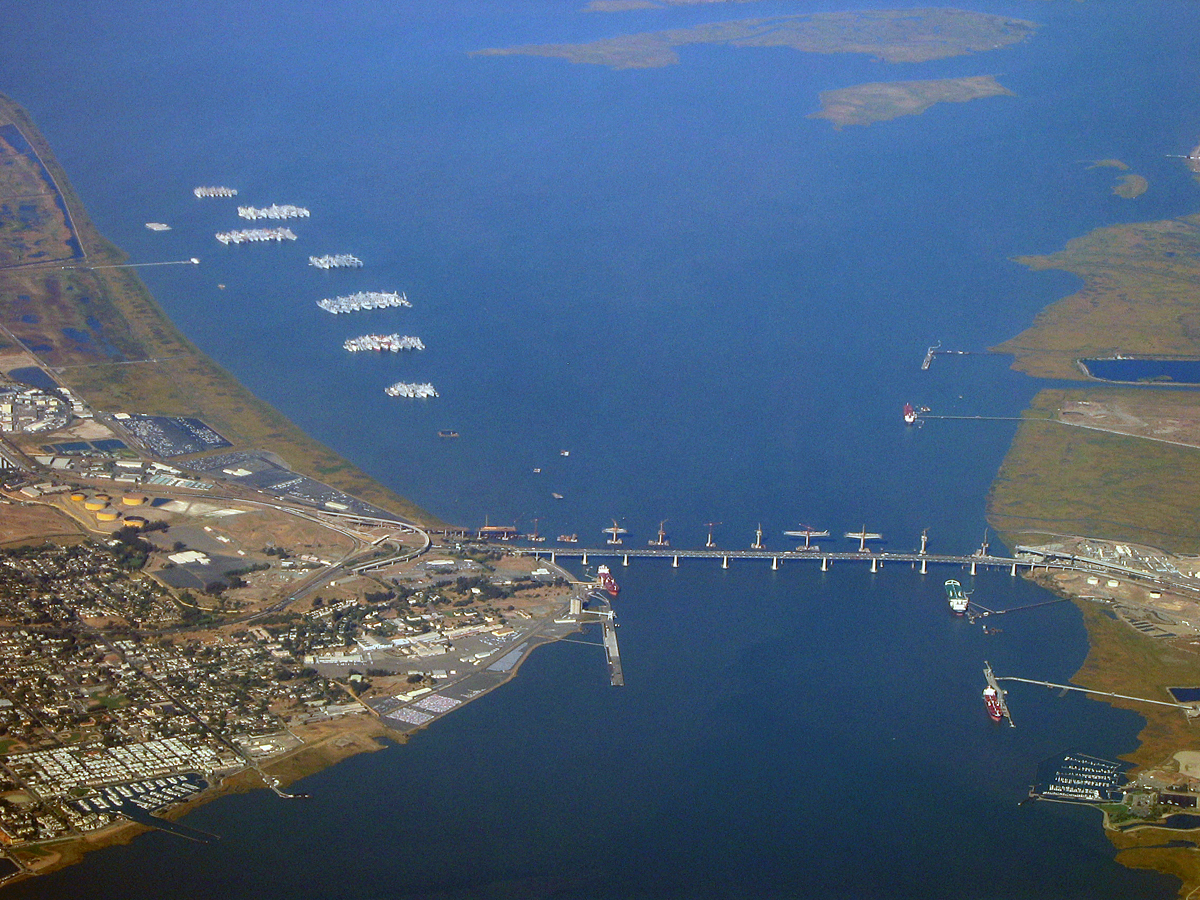
Die Suisun Bay mit der Benicia–Martinez Bridge

Alterspyramide des Contra Costa Countys

Nach der Volkszählung im Jahr 2000 lebten im Contra Costa County 948.816 Menschen. Es gab 344.129 Haushalte und 242.266 Familien. Die Bevölkerungsdichte betrug 509 Einwohner pro Quadratkilometer. Ethnisch betrachtet setzte sich die Bevölkerung zusammen aus 65,50 % Weißen, 9,36 % Afroamerikanern, 0,61 % amerikanischen Ureinwohnern, 10,96 % Asiaten, 0,37 % Bewohnern aus dem pazifischen Inselraum und 8,06 % aus anderen ethnischen Gruppen; 5,13 % stammten von zwei oder mehr ethnischen Gruppen ab. 17,68 % der Bevölkerung waren spanischer oder lateinamerikanischer Abstammung.
Von den 344.129 Haushalten hatten 35,40 % Kinder und Jugendliche unter 18 Jahre, die bei ihnen lebten. 54,50 % waren verheiratete, zusammenlebende Paare, 11,50 % waren allein erziehende Mütter. 29,60 % waren keine Familien. 22,90 % waren Singlehaushalte und in 8,00 % lebten Menschen im Alter von 65 Jahren oder darüber. Die Durchschnittshaushaltsgröße betrug 2,72 und die durchschnittliche Familiengröße lag bei 3,23 Personen.
Auf das gesamte County bezogen setzte sich die Bevölkerung zusammen aus 26,50 % Einwohnern unter 18 Jahren, 7,70 % zwischen 18 und 24 Jahren, 30,60 % zwischen 25 und 44 Jahren, 23,90 % zwischen 45 und 64 Jahren und 11,30 % waren 65 Jahre alt oder darüber. Das Durchschnittsalter betrug 36 Jahre. Auf 100 weibliche Personen kamen 95,40 männliche Personen, auf 100 Frauen im Alter ab 18 Jahren kamen statistisch 92,20 Männer.
Das jährliche Durchschnittseinkommen eines Haushalts betrug 63.675 USD, das Durchschnittseinkommen der Familien betrug 73.039 USD. Männer hatten ein Durchschnittseinkommen von 52.670 USD, Frauen 38.630 USD. Das Prokopfeinkommen betrug 30.615 USD. 7,60 % Prozent der Bevölkerung und 5,40 % der Familien lebten unterhalb der Armutsgrenze. 9,80 % davon waren unter 18 Jahre und 6,00 % waren 65 Jahre oder älter.

## Orte im County
Cities
- Antioch
- Brentwood
- Clayton
- Concord
- El Cerrito
- Hercules
- Lafayette
- Martinez (Sitz der Countyverwaltung)

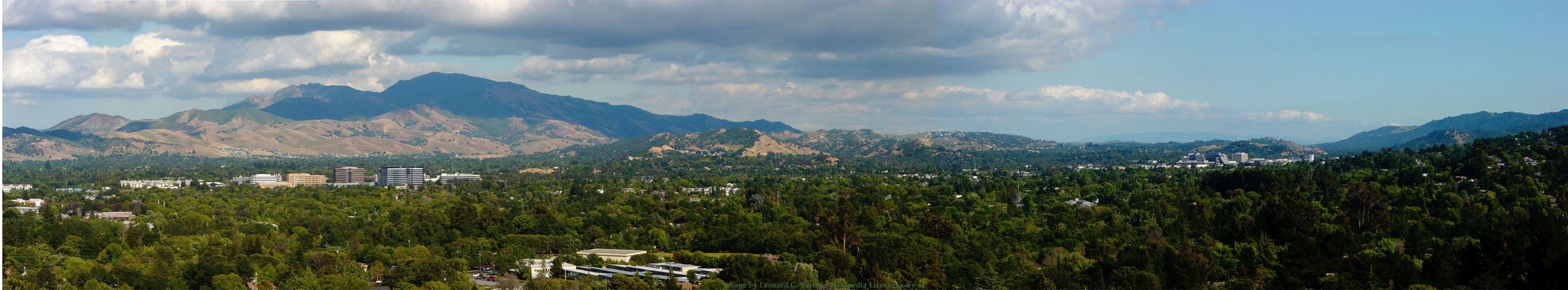
Überblick – Mount Diablo und Teile von Concord, Pleasant Hill und Walnut Creek

- Oakley
- Orinda
- Pinole
- Pittsburg
- Pleasant Hill
- Richmond
- San Pablo
- San Ramon
- Walnut Creek

Towns
- Danville
- Moraga

Census-designated places
- Acalanes Ridge
- Alamo
- Alhambra Valley
- Bay Point
- Bayview
- Bethel Island
- Blackhawk
- Byron
- Camino Tassajara
- Castle Hill
- Clyde
- Contra Costa Centre
- Crockett
- Diablo
- Discovery Bay
- East Richmond Heights
- El Sobrante
- Kensington
- Knightsen
- Montalvin Manor
- Mountain View
- Norris Canyon
- North Gate
- North Richmond
- Pacheco
- Port Costa
- Reliez Valley
- Rodeo
- Rollingwood
- Saranap
- San Miguel
- Shell Ridge
- Tara Hills
- Vine Hill